# 代际平等

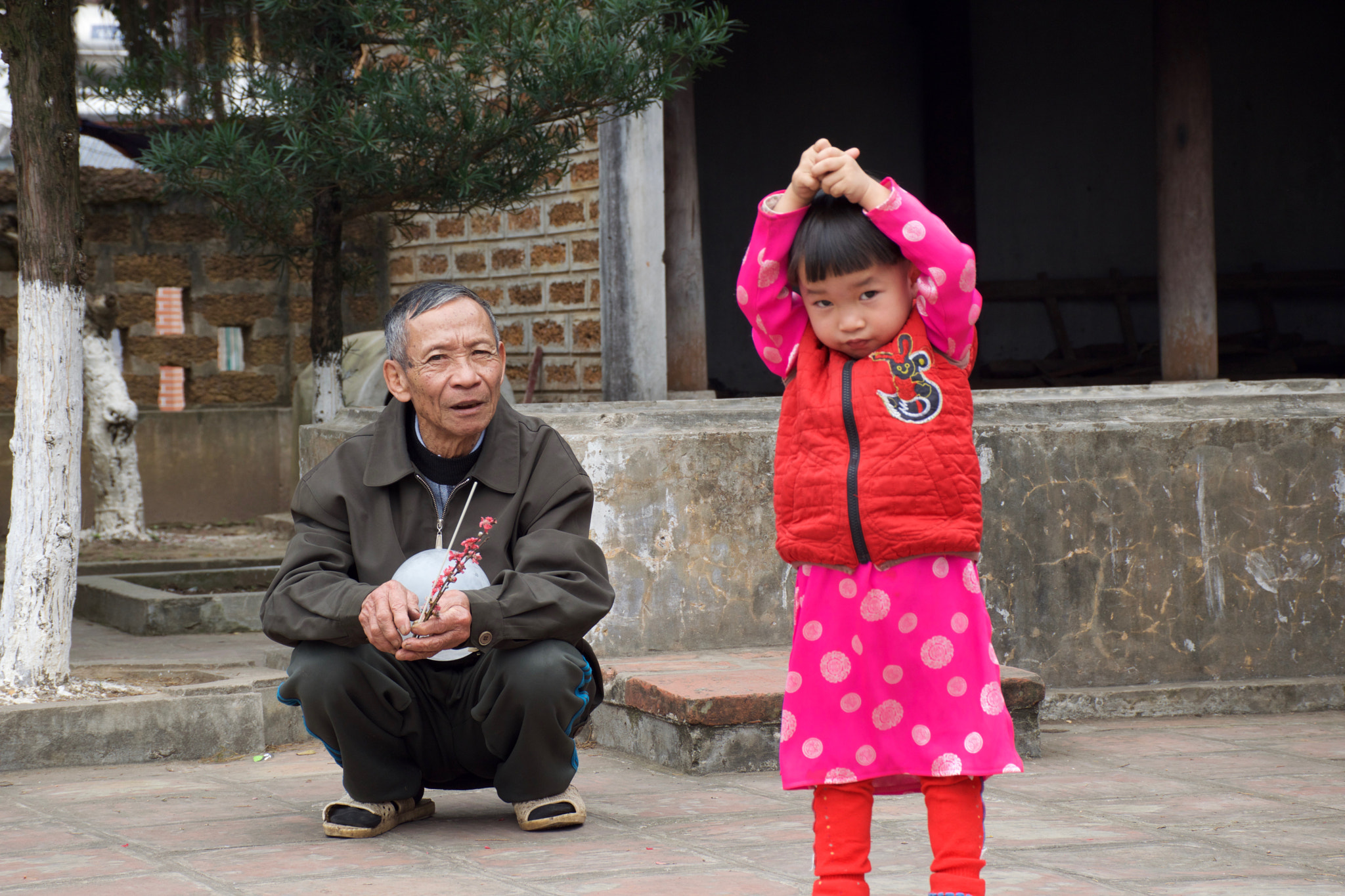
祖辈和孙辈

美国国债经常作为代际不平等的例子被人引用；后代不得不肩负偿还前几代所欠的债的任务。美国国债在过去几十年中大幅增长，相对于国内生产总值，债务负担在过去几年中也大幅加重。

经济、心理和社会学背景下的代际公平指的是几代人之间的公平或正义。这个概念除了可以描述儿童、青少年、成人和老年人之间的动态公平之外，也可以描述当前一代与未来几代人之间的公平。
代际公平在多个领域都有讨论，其中以公共经济学尤其频繁，特别是在转型经济学、 社会政策和政府预算三个方面。 许多人将不断增长的美国国债作为代际不平等的一个典型案例，因为后代将因这笔巨额债务而承担巨大。代际公平也在环境问题中进行了探讨，其中包括可持续发展和气候变化两方面——上个世纪发生的自然资源持续枯竭也可能会成为子孙后代的重大负担。除此之外，代际公平也涉及生活水平方面，特别是不同年龄段的几代人所经历的生活水平的不平等问题。  代际公平问题在养老和社会正义领域也受人关注。

## 公共经济学方面的使用

### 历史
公元前1796年苏马利亚首次有记录的债务发行以来，未能偿还贷款的处罚之一就是债役。在某些情况下，债务人的子女也需要以劳力偿还金融债务，因此这种处罚方式实质上就是让债务人的家庭永远沦为奴隶。在书面债务合同创建大约一千年后，债务免除的概念出现在旧约中，在《利未记》中被称为禧年。同时，梭伦时期的希腊法律对此也有涉及。这两个债务免除的历史例子都成功让孩子从父母债务造成的奴役之苦中解放出来。
虽然奴隶制在当今所有国家都是非法的，但朝鲜有一项被称为“三代惩罚”的政策，申东赫在自己的作品中提及了这一政策，并以此作为让孩子受苦作为对父母的惩罚的例子。斯坦利·德拉肯弥勒和高弗雷·加拿大将这一概念称为“世代盗窃”，并将此用以描述婴儿潮一代留给他们的孩子的大幅增加的政府债务。

### 投资管理
在机构投资管理方面，只有在捐赠机构的支出率不得超过其通货膨胀后的复合回报率时才可认定达到了代际公平；这种公平可以使投资收益平等地用于捐赠资产的当前和未来组成部分。这一概念最初由经济学家詹姆斯·托宾于 1974 年提出，他曾写道：“捐赠机构的受托人是未来的守护者，反对现在的主张。他们管理捐赠基金的任务是维护代际公平。” 
在经济方面，代际公平是指家庭与其所属资源之间的公平。比如，巴布亚新几内亚的森林居民世代居住在森林之中，因此这些森林可以视作他们的土地。如果现一代人通过出售树木换取棕榈油来赚钱，而且他们不能在管理资源方面实现可持续发展的话，那么他们的下一代或后代将失去这种资源。

## 环境方面的使用

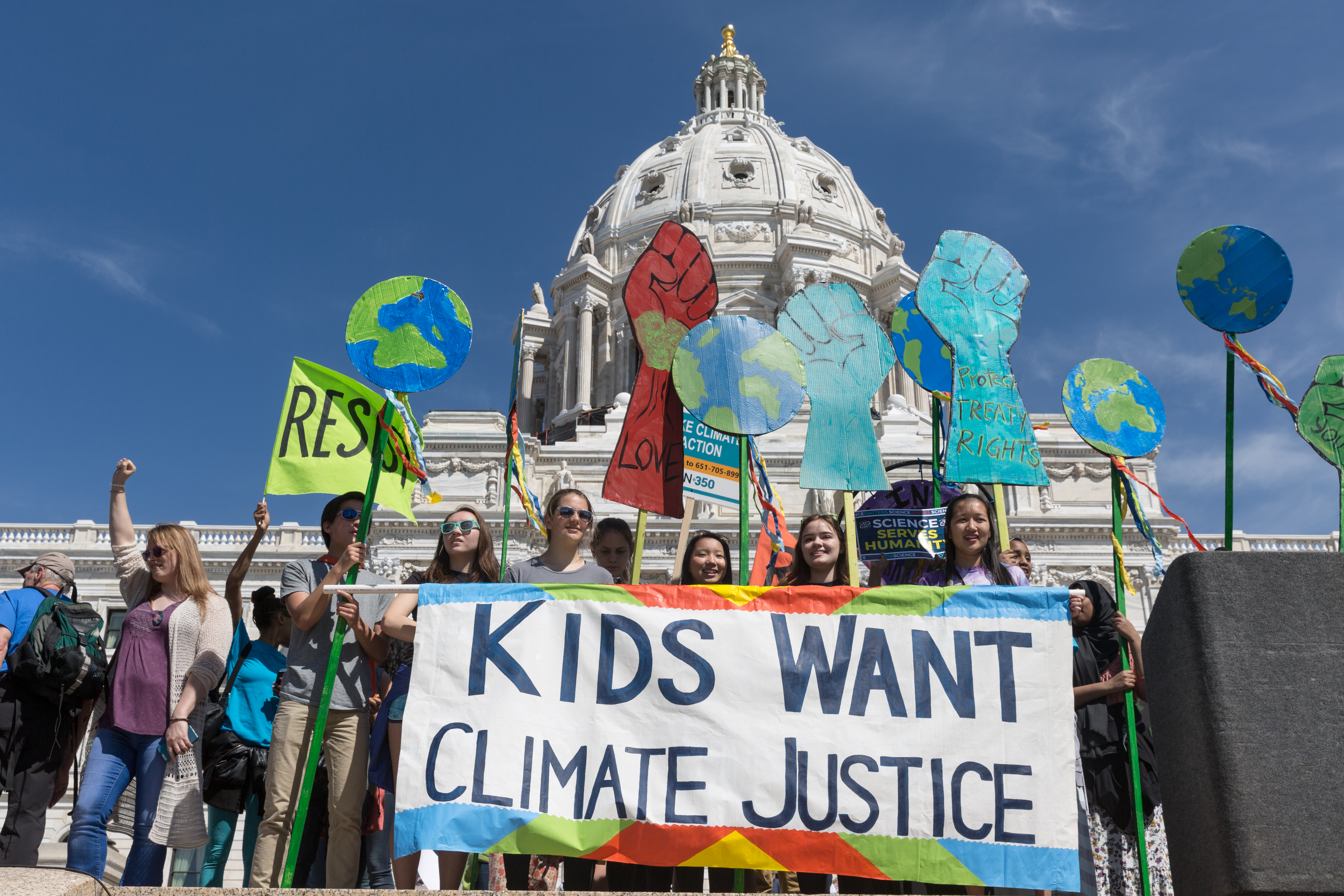
全球变暖是代际不平等的一个典型案例（见气候正义）

代际公平通常在环境背景下被提及，因为年轻的群体将不成比例地经历环境破坏的负面后果。例如，估计 2020 年出生的孩子（例如根据当前的气候政策承诺，与 1960 年出生的人相比，“阿尔法一代”在其一生中将经历2-7次极端天气事件，尤其是热浪。 
关于应该采取哪些措施来改善环境代际公平，可以采取两种观点：“弱可持续性”观点和“强可持续性”观点。从“弱”的角度来看，如果子孙后代面临的环境损失被经济进步的收益所抵消，则可以实现代际公平。从“强”的角度来看，再多的经济进步也不能证明给后代留下退化的环境是合理的。根据沙龙·贝德尔 (Sharon Beder) 的说法，“弱可持续性”本身是对未来的了解的缺乏所造成的，因为我们不知道哪些具有内在价值的资源将无法被技术取代——我们也不知道环境破坏在多大程度上才可以认定为不可逆转。此外，对许多动植物物种的更多伤害亦不可避免。其他学者则对贝德的观点提出质疑；威尔弗雷德·贝克曼 (Wilfred Beckerman) 坚持认为，“强大的可持续性”是“在道德上令人反感的”，尤其是当它凌驾于对当今活着的人的其他道德担忧之上时。 其坚持认为，社会的最佳选择是让当代人的福祉凌驾于后代之上，并建议在衡量代际平等度时为后代的产出情况设一个折扣比例。 这一观点后来受到了布理安·巴里和尼古拉斯·福罗萨利斯的广泛批评。 

### 在气候相关诉讼中的使用
2015年9月，一群青年环保活动家因美国联邦政府对气候变化的保护不足对其提起诉讼；他们强调了年轻一代将承担的与气候相关的损害的不成比例的代价。 “原告代表最年轻的一代，是公众信任的受益者。青年在未来对大气和其他重要自然资源的保护、生活质量、财产利益和自由这几个方面将受到最直接的影响。他们也有强烈意愿确保气候系统保持足够稳定，以确保他们在宪法上享有的生命、自由和财产权利——这些权利无不建立在宜居的未来的基础之上。” 2016年11月，在美国地方法院法官安艾肯驳回联邦政府驳回此案的动议后，该案获准开庭审理。在她的意见和秩序中，她说：“根据我的理智判断，我坚信，拥有能够维持人类生命的气候系统的权利对任何自由有序的文明都至关重要。” 2017年4月，该审讯中止，并被搁置至今。

## 生活水平方面的使用
代际公平也可以用来描述不同年龄或不同世代的人在生活水平上的差异。赖斯、坦普尔和麦克唐纳对生活水平的代际公平提出了两种观点。第一个观点是“横截面”观点，侧重于不同年龄的人在特定时间点的生活水平变化。相关问题是在特定时间点，不同年龄的人享有平等生活水平的程度。第二种观点是“队列”观点，着眼于不同世代的人一生中的生活水平变化。代际公平此时即代表不同代人在其一生中生活水平的平等程度。达彼思、巴基、厄尔·梅卡维与纳沃四人提出了经济流动中代际公平的三个指标，其中第一个指标源自横截面的观点，描述了一个年龄组（退休人员）相对于另一个年龄组（年轻人）的情况，第二个指标来自一个群体的观点，比较了同一年龄的后代的生活水平，第三个指标是前两个标准的组合，既可以作为跨年龄指标，也可以作为跨代指标。 
在澳大利亚，有数据表明20至75岁人群的生活水平已经实现平等。然而，不同世代之间存在着明显的不平等问题，老一代在特定年龄的实际生活水平低于年轻一代。体现这种不平等的一种方法是查看不同代人需要多长时间才能达到每年 30,000 美元的消费水平。在一种极端情况下，1935年出生的人平均在大约50岁时才可达到这一消费水准；另一种极端情况是，1995年出生的千禧一代在10岁左右时即可达到。
诸如此类的考虑导致一些学者认为，发展和技术的进步会让大多数国家的生活水平随时间而提高。考虑到这一点，年轻一代可能对老一代拥有更多的特权，因此也会与财富侧向老一代的重新分配带来的影响相抵消。 

## 老人赡养放面的使用
一些学者认为，成年子女照顾年迈父母的文化衰退也是一个代际公平问题。老一代要照顾父母，也要照顾自己的孩子，而年轻一代只能照顾自己的孩子。在社会保障体系薄弱的国家尤其如此。 Sang-Hyop Lee描述了韩国的这一现象，并解释说目前韩国老年人的贫困率是所有发达国家中最高的。他认为这一结果令人沮丧，因为老年人通常会在孩子的教育上投入大量资金，现在他们被背叛了。
其他学者对哪一代人在养老方面处于不利地位表达了不同的看法。 史蒂芬·威森塞尔认为，基于发达经济体当前工作年龄成年人的负担，他们必须在更长的时间内照顾更多年迈的父母和亲属。女性越来越多地参与劳动力市场进一步使生育率下降，这也让照顾长辈的负担落在了数量更少的孩子身上，从而让这个问题日益凸显。 

## 社会正义方面的使用
关于代际公平的对话也与社会正义领域相关，在这些领域，医疗保健等问题与青年权利同等重要，而青年的声音也很紧迫。法律界对代际公平在法律中的应用有着浓厚的兴趣。

## 倡导团体
“代际挤压”是一家加拿大的非营利组织，在倡导代际公平方面做出了一定贡献。